# Amphibamus

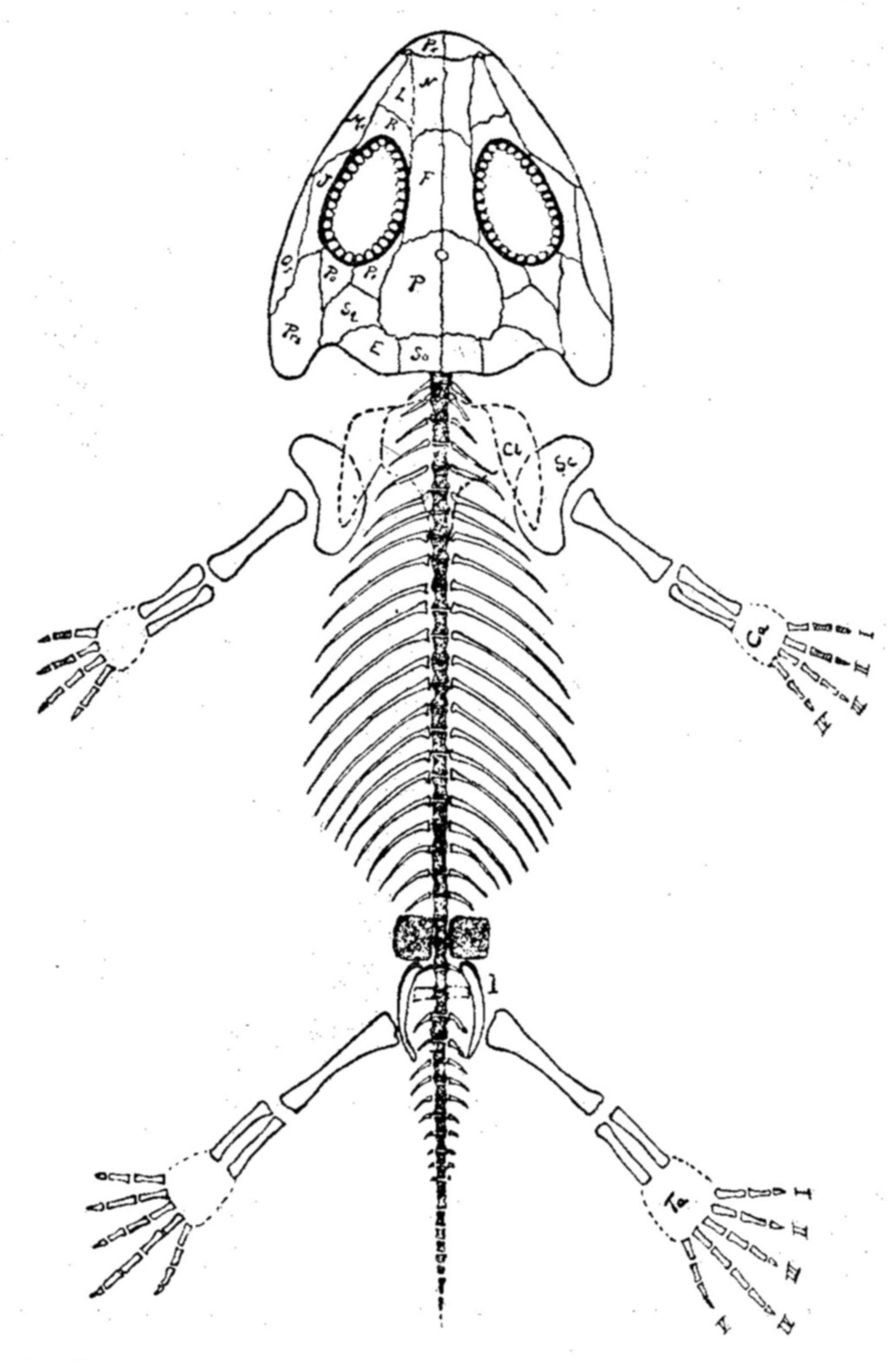
Szkielet Amphibamus grandiceps

Amphibamus – rodzaj niewielkiego płaza należącego do podgromady labiryntodontów i rzędu temnospondyli oraz rodziny Dissorophidae.
Żył w późnym karbonie (środkowy pensylwan, około 310 mln lat temu) na terenie dzisiejszych Ameryki Północnej i Europy. Wiele doskonale zachowanych skamieniałości znaleziono m.in. w osadach Mazon Creek w stanie Illinois. Było to niewielkie zwierzę, osiągające 10–15 cm długości i przy tym niskie, o grzbietowo-brzusznie spłaszczonym tułowiu. Większość czasu spędzało prawdopodobnie w wodzie. Otwory uszne były bardzo duże, oczodoły również duże, a kości ramienne lekko wydłużone. Prawdopodobnie właśnie temnospondyle takie jak Amphibamus są przodkami współczesnych grup płazów.

## Gatunki
- Amphibamus grandiceps (typowy) Cope, 1865
- Amphibamus calliprepes (Steen, 1938)
- Amphibamus lyelli (Wyman, 1858)